# Echinoneus
Genre
Echinoneus est un genre d'oursins irréguliers de la famille des Echinoneidae. Il ne contient qu'un seul genre vivant à l'heure actuelle : Echinoneus cyclostomus.

## Caractéristiques

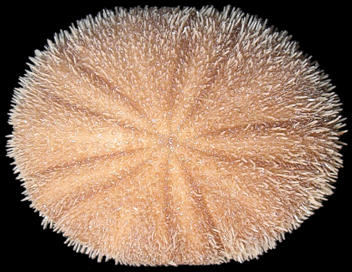
Echinoneus cyclostomus séché.

Les Echinoneidae sont des oursins irréguliers : leur test (coquille) subsphérique est de forme légèrement ovale, la bouche (« péristome ») est située au centre de la face orale (inférieure) et l'anus (« périprocte »), très élargi, à mi-chemin entre celle-ci et la marge de la face orale (formant un axe antéro-postérieur et donc une symétrie biradiale), alors que les 4 orifices génitaux et le madréporite sont situés à l'apex, au sommet de la face aborale.
Le test est de taille modeste, ovoïde, avec une marge arrondie et une face orale convexe.
Le système apical est en position centrale, tétrabasal avec 4 pores génitaux.
Les ambulacres sont étroits, sans pétales, avec des pores doubles sur toute la longueur, unisériés. Les plaques ambulacraires sont trigéminées, avec une demi-plaque tous les 3 éléments ; les deux autres sont subégaux et atteignent le perradius.
Le périprocte est inframarginal, très large, allongé longitudinalement (et pas oblique contrairement aux Micropetalon), proche du péristome.
Le péristome est large, central ou légèrement antérieur, oblique et enfoncé. Il n'y a pas de bourrelets ni de phyllodes, de pores buccaux ou de zones sternales nues.
Ce genre semble être apparue à l'Oligocène.

## Liste des genres
Selon World Register of Marine Species (11 novembre 2014) :
- Echinoneus burgeri Grant & Hertlein, 1938b †
- Echinoneus cyclostomus Leske, 1778 -- pantropical
- Echinoneus robustus Sánchez Roig, 1953c †
- Echinoneus rojasi Sánchez Roig, 1952c †
- Echinoneus sanchezi Lambert, 1928c †
- Echinoneus tenuipetalum Sánchez Roig, 1952c †